# Araneus apricus
Araneus apricus este o specie de păianjeni din genul Araneus, familia Araneidae. A fost descrisă pentru prima dată de Karsch, 1884. Conform Catalogue of Life specia Araneus apricus nu are subspecii cunoscute.